# Турсунов Мінавар Турсунович
Мінавар Турсунович Турсунов (15 травня 1915, місто Ташкент, тепер Узбекистан — 4 січня 2011, місто Ташкент, Узбекистан) — радянський узбецький державний діяч, заступник голови Ради міністрів Узбецької РСР, міністр закордонних справ Узбецької РСР, голова Ташкентського міськвиконкому. Депутат Верховної ради Узбецької РСР (у 1955—1985 роках).

## Життєпис
У 1935—1936 роках — технік-гідрометр Управління єдиної гідрометеорологічної служби Узбецької РСР у місті Ташкенті.
У 1936—1937 роках — студент інституту інженерів залізничного транспорту в Ташкенті. У 1937—1938 роках — студент інституту інженерів геодезії та картографії в Москві.
У 1938—1941 роках — слухач Московської військово-інженерної академії імені Куйбишева.
З 1941 по 1946 рік служив у Червоній армії, учасник німецько-радянської війни.
Член ВКП(б) з 1943 року.
З 1944 по 1946 рік служив у Туркестанському військовому окрузі.
У 1946—1947 роках — відповідальний референт Міністерства закордонних справ Узбецької РСР.
У 1947—1951 роках — головний контролер Міністерства державного контролю Узбецької РСР.
У 1951—1952 роках — 2-й секретар Центрального районного комітету КП(б) Узбекистану міста Ташкента.
У 1952—1955 роках — заступник голови виконавчого комітету Ташкентської міської ради депутатів трудящих.
У 1955—1956 роках — керуючий справами Ради міністрів Узбецької РСР.
У 1956—1958 роках — голова виконавчого комітету Ташкентської міської ради депутатів трудящих.
У 1959 — грудні 1962 року — голова Комісії радянського (державного) контролю Ради міністрів Узбецької РСР.
У 1963—1965 роках — заступник голови Комітету партійно-державного контролю Узбецької РСР.
25 грудня 1965 — 27 травня 1969 року — голова Комітету народного контролю Узбецької РСР.
27 травня 1969 — 17 січня 1985 року — заступник голови Ради міністрів Узбецької РСР.
Одночасно, 6 червня 1969 — 1980 року — міністр закордонних справ Узбецької РСР.
З січня 1985 року — персональний пенсіонер у місті Ташкенті.
Помер 4 січня 2011 року в Ташкенті.

## Нагороди
- орден Жовтневої Революції
- орден Вітчизняної війни ІІ ст.
- три ордени Трудового Червоного Прапора
- орден «Знак Пошани»
- медаль «За трудову доблесть»
- медалі